# 牧村史陽
牧村 史陽（まきむら しよう、本名は源三、1898年10月1日 - 1979年4月25日）は、大阪の郷土史家、方言研究家。大阪市生まれ。生粋のなにわっ子で、稀代の大町人学者と呼ばれた。

## 経歴
1898年10月1日、大阪船場の木綿問屋の長男に生まれる。大阪大倉商業学校卒業後、父の死を機に家業を別家に譲り、独力で郷土史関係の実地調査、記録作成に打ち込む。1948年から雑誌「大阪弁（全7巻）」を編集。1952年から郷土史研究グループ「佳陽会」を主宰。大阪の歴史、地理、演劇などを実証的に調査し、新聞や雑誌などに発表した。1978年大阪文化賞を受賞。「郷土史は足で書け」が持論。
1979年4月25日没。

## 著書・著述
- 「史陽選集（53巻）」 史陽選集刊行会（1962年～）
- 「大阪弁（7巻）」 大阪ことばの会（1948年～）
- 「大阪ことば事典」 講談社／講談社学術文庫（1979年／1984年）
- 「大宝文化史」 大宝文化会館（1956年）
- 「大阪城物語」 創元社（1959年）
- 「大阪弁善哉」 六月社（1956年）
- 「大阪方言事典」 杉本書店（1956年）
- 「大阪百景」 大阪新聞社（1980年）
- 「松島新地誌」 松島新地組合（1958年）
- 「随筆おいろけばなし」 杉本書店（1955年）
- 「難波大阪（3巻）」 講談社（1975年）
- 「大阪ガイド」 東京法令出版（1961年）
- 「河内高良神社と石の宝殿」 韓国資料研究所≪韓来文化の後栄≫（1962年）

### 史陽選集
- ＜全53巻＞
  - 心中天網島〔上巻〕(史陽選集1)
  - 八代目団十郎の死(史陽選集2)
  - 石山本願寺物語(史陽選集3)
  - 迷信は生きている(史陽選集4・5)
  - 心中天網島〔中巻〕 (史陽選集6)
  - 歌舞伎名所図会1(史陽選集7)
  - 川上音二郎〔上巻〕(史陽選集8)
  - 大阪の伝説1(史陽選集9)
  - 上島鬼貫 (史陽選集10・11合巻)
  - お妻・八郎兵衛(史陽選集12)
  - 侠妓かしくとお園・六三(史陽選集13)
  - 歌舞伎名所図会2(史陽選集14・15合巻)
  - 心斎橋(史陽選集16)
  - 川上音二郎〔中巻〕(史陽選集17・18合巻)
  - キリシタンの人々1(史陽選集19・20合巻)
  - お染・久松(史陽選集21・22合巻)
  - 大阪の伝説2(史陽選集23)
  - 浦島伝説(史陽選集24)
  - 壷坂(史陽選集25)
  - 道成寺物語(史陽選集26・27合巻)
  - 法界坊(史陽選集28・29合巻)
  - 謡曲名所図会1(史陽選集30)
  - 謡曲名所図会2(史陽選集31・32合巻)
  - 皿屋敷伝説(史陽選集33)
  - 大阪の伝説3(史陽選集34)
  - 大阪ド根性ばなし(史陽選集35)
  - 謡曲名所図会3(史陽選集36)
  - 無手の幸(史陽選集37)
  - 織部灯籠はキリシタン灯籠か(史陽選集38)
  - 謡曲名所図会4(史陽選集39)
  - 源義経1(史陽選集40)
  - お蔭参りとお蔭灯籠(史陽選集41)
  - 謡曲名所図会5(史陽選集42)
  - 謡曲名所図会6(史陽選集43)
  - 大坂から大阪へ1(史陽選集44)
  - キリシタンの人々2(史陽選集45)
  - 歌舞伎名所図会3(史陽選集46)
  - 源義経2(史陽選集47)
  - キリシタンの人々3(史陽選集48)
  - キリシタンの人々4(史陽選集49)
  - 大坂から大阪へ2(史陽選集50)
  - 丹波・北摂の木喰微笑仏(史陽選集51)
  - おさん・茂兵衛(史陽選集52)
  - ガラシャ夫人(史陽選集53)